# Shincal
El Shincal o Shincal de Quimivil es una ciudad precolombina incaica que se encuentra en la localidad de Londres, Departamento Belén, en la provincia argentina de Catamarca. El sitio fue declarado Monumento histórico nacional el 5 de noviembre de 1997 (Art. 1° Decreto Ley N.º 1145/97). Los progresivos trabajos realizados en el sitio llevaron a recuperar su valor cultural, histórico y patrimonial. Entre los años 2013 y 2015 se realizó la revalorización de El Shincal que culminó con la inauguración de una nueva puesta en valor del sitio arqueológico.

## Contexto histórico
Los incas fueron una sociedad políticamente expansiva que a lo largo del siglo XV ejerció su influencia y dominio sobre diversas poblaciones de Sudamérica. Esta expansión se basó en diversos intereses sociales, económicos, religiosos y militares que, al conjugarse con las realidades locales, iban dando forma a variados paisajes sociales y culturales en cada región del Tawantinsuyu.Las estrategias políticas desplegadas fueron tanto coercitivas como diplomáticas, variando según el tipo de relaciones establecidas entre los grupos locales y los intereses estatales.
En su máxima expansión, el Tawantinsuyu estuvo dividido en cuatro cuartos o suyus. El Kollasuyu —la porción más austral— incluía partes de Bolivia, Chile y del norte andino de Argentina. Uno de los emplazamientos más emblemáticos en territorio argentino fue El Shincal de Quimivil.En este sitio incaico el planeamiento urbano, la arquitectura, los caminos y el registro material asociado constituyen la evidencia de una intensa dinámica política que habría controlado un amplio territorio. Su importancia se manifiesta en las evidencias materiales, arqueológicas e históricas, que podrían indicar que es el lugar donde se realizó la segunda fundación española en territorio argentino: Londres de la Nueva Inglaterra, fundada por Pérez de Zurita en 1558.

## La geopolítica incaica
La organización estatal del Noroeste argentino dentro del Kollasuyu presentaba una definida subdivisión geopolítica mantenida por la Pax Incaica.De este modo, la región estaba subdividida en diferentes provincias o wamanis pertenecientes a diferentes curacazgos.
El Shincal de Quimivil, en conjunto con el sitio de Tolombón al norte del Valle de Yocavil, constituirían los principales asientos políticos de la Provincia de Quire-Quire, comprendiendo el extremo sur del Valle Calchaquí y los valles de Yocavil (o Santa María), Andalgalá, Hualfín y Abaucán, en donde residirían un gran número de mitimaes ubicados por los Incas. De este modo se puede estimar el vasto territorio que pudieron controlar material y simbólicamente desde el centro político, administrativo y ceremonial de El Shincal.

### Una capital provincial incaica
El Shincal de Quimivil es uno de los espacios más significativos de la presencia de los Incas en el Noroeste argentino. Su emplazamiento pudo responder tanto a la explotación de recursos mineros y agropastoriles según un sistema tributario de redistribución y reciprocidad, como a la conquista simbólica a través de la hospitalidad ceremonial reflejada en la transmisión e imposición de diversos elementos del paisaje y la cultura material.
Si bien existen vestigios que se asocian a la cultura Belén, el lugar cobró importancia tras la invasión incaica. Esto se entiende al notar que era un nudo o encrucijada del Qhapaq ñan ("camino del Inca") entre el antiguo Tucumán anexado al Tawantinsuyu y el norte de Chile, a través de actual paso de San Francisco.
El área de ocupación supera las 30 hectáreas, compuesta por diversas estructuras que en conjunto conforman un patrón ortogonal que ha sido concebido, planeado y construido de acuerdo al modelo incaico para sus centros políticos regionales. Entre los principales componentes de la planta urbana se encuentra una gran plaza amurallada, o aukaipata, en cuyo centro se sitúa el ushnu o plataforma ceremonial cuadrangular.
Alrededor se encuentran grandes kallankas, edificios rectangulares para la realización de actividades políticas, administrativas y ceremoniales. También se destacan varios conjuntos residenciales conocidos como kancha, dispuestas alrededor de la aukaipata y a la vera del camino incaico. Una de ellas, denominada Casa del Curaca, estaba destinada a los gobernantes o la élite local y se ubica aislada hacia el oeste de la plaza. Otras residencias eran exclusivas para los habitantes permanentes que se encargaban de mantener el sitio, algunas funcionaban como templos y otras estaban destinadas a alojar a los invitados que asistían a los eventos festivos.
Se registran más de cincuenta unidades de almacenamiento o depósitos llamados qolqas, dispersos en dos grandes grupos ubicados en lugares con microclima cálido y seco. También se han hallado varias rocas con estructuras de molienda para la preparación de comidas y bebidas, como también canales que abastecían de agua desde el río Quimivil.
Hacia el suroeste del sitio, sobre una colina aterrazada, se encuentran dos estructuras idénticas enfrentadas entre sí, que estarían replicando una forma característica de los templos del área cusqueña. Hacia el oriente y occidente de la aukaipata se ubican dos cerros aterrazados (Cerro Aterrazado Oriental y Cerro Aterrazado Occidental) de 25 m de altura, cuya cima está aplanada y que quizás sirvieron para prácticas relacionadas con el culto solar.
Igualmente significativa es la presencia de un Gnomon o Intihuatana, ubicado sobre el Cerro del Intihuatana, donde se realizaron observaciones solares y grandes rocas tokankas (rocas wakas sagradas) asociadas al Camino Principal Andino. Este tramo del Qhapaq ñan que atraviesa a El Shincal, tenía conexión a través de un camino transversal con enclaves de producción agrícola y pastoreo aguas arriba del Río Quimivil y con el tampu (tambo) de apoyo Tambillo Nuevo localizado en la ruta que conducía hacia Chile.
Todos estos datos han permitido postular que las faldas del cerro Shincal al norte y los Cerros Aterrazados Oriental y Occidental, delimitaron un microcosmos cultural centrado en la plataforma del ushnu, el axis mundi. Numerosos elementos sagrados de la cosmovisión andina como la intihuatana, oquedades, fuentes de agua, canales, andenes, cuevas, grandes rocas tokankas y entierros, le conferían un carácter ritual que al articularse con otros componentes estructurales del sitio, integraban un paisaje sagrado con alto contenido simbólico.
El Shincal posee un paisaje particular enmarcado por cerros y cursos de agua dentro de un bosque abierto espinoso donde dominan algarrobos, chañares, acacias, talas y shinquis. Hacia el este y el oeste, el espacio del sitio se haya delimitado por dos importantes ríos, el Hondo y el Quimivil. Este último, a su vez, es atravesado por el curso del arroyo Simbolar, que une los anteriores, generando naturalmente un espacio dividido en dos partes.
Los edificios en conjunto con el paisaje circundante conformaban una red de marcadores espaciales tanto geográficos como culturales. Este modelo social del paisaje, con regularidades urbanísticas semejantes a otros sitios incaicos de los Andes Centrales, llevó a considerar que los constructores de El Shincal quisieron replicar simbólicamente la capital del Tawantinsuyu, dándole el carácter de “Nuevo Cuzco”.
El Shincal se constituye como una de las principales capitales política, administrativa y ceremonial del Noroeste argentino. Este estatus se consolida con los resultados de diferentes investigaciones en el sitio, donde se demuestran una serie de actividades ceremoniales, residencias de élite, producción de textiles, cerámica, comidas y bebidas, movimiento caravanero, entre otras.

### Etimología
El nombre del sitio El Shincal proviene del shinki o shinqui («Mimosa farinosa»'), especie arbustiva predominante en la región.De esta forma, Shinkal se traduciría entonces como “lugar donde abunda el shinki”. En el vocabulario vernáculo de esta región, sin embargo, shinki se asocia en particular al cardón. La denominación de Shinkal de Quimivil hace referencia al río homónimo. Quimivil deriva del antiguo idioma kakán en donde “quimilo” es el cardón y “vil” es lugar, siendo por tanto el “lugar de los quimilos”.

## Museo de Sitio
El sitio ya era conocido desde fines del siglo XIX y fue objeto de varias expediciones arqueológicas. En la década de 1950, Alberto Rex González comienza las primeras investigaciones sistemáticas que serán retomadas hacia fines de los '70, y de manera ininterrumpida, por Rodolfo A. Raffino del Museo de La Plata. Desde entonces, El Shincal es estudiado por diversos trabajos de investigación desde el año 1981 hasta la actualidad. Estas investigaciones han servido para generar diversas políticas de preservación que se fueron materializando en diferentes procesos de puesta en valor que han llevado a que El Shincal de Quimivil sea reconocido como uno de los sitios arqueológicos más importantes del Noroeste argentino.
En el marco del Proyecto Integral de Revalorización del Sitio Arqueológico El Shincal impulsado por el MINCyT, en conjunto con el Ministerio de Turismo de la Nación, Gobierno de Catamarca, Municipalidad de Londres y la Fundación de Historia Natural Félix de Azara, se organizó un moderno Museo de Sitio que funciona también como un centro de interpretación. Es un espacio de recepción para el visitante donde se brinda información y orientación. La propuesta del Museo se basa en su función patrimonial y en un objetivo de comunicación interpretativa: es decir que el visitante pueda comprender una historia narrada con un inicio, un desarrollo y un final, mediante un guion museográfico que integra la investigación, conservación, exposición y comunicación.

### Ubicación y acceso
El terreno en el que se halla emplazado El Shincal es un pequeño valle entre las sierras de Zapata y Belén. Se encuentra a una altitud de 1350 m s. n. m., sobre el piedemonte del cerro Shincal en la localidad de Londres, a unos 5 km al noroeste del actual pueblo y a 25 km al oesudoeste de la ciudad de Belén, cabecera del Departamento, en la Provincia de Catamarca.
Para preservar el sitio, el acceso es permitido en grupos reducidos y en horarios estipulados para una visita guiada de aproximadamente dos horas. Se accede por un camino totalmente asfaltado desde Londres, saliendo de la RN 40. Superada la contingencia sanitaria por el Covid-19, actualmente el sitio se encuentra abierto al público todos los días, en horarios preestablecidos que cambian de acuerdo a la estación del año.

## Galería

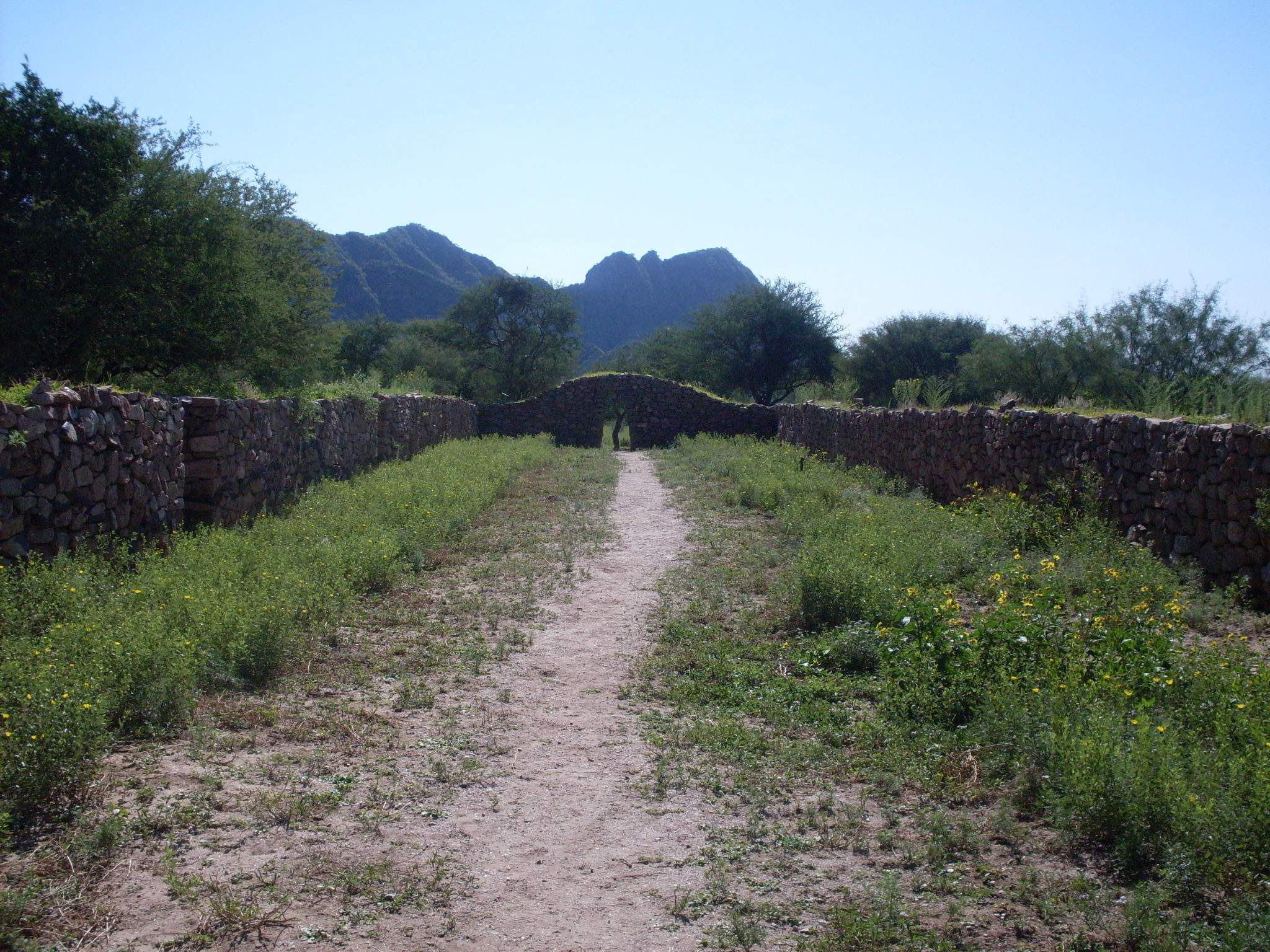
Ruinas del Shincal
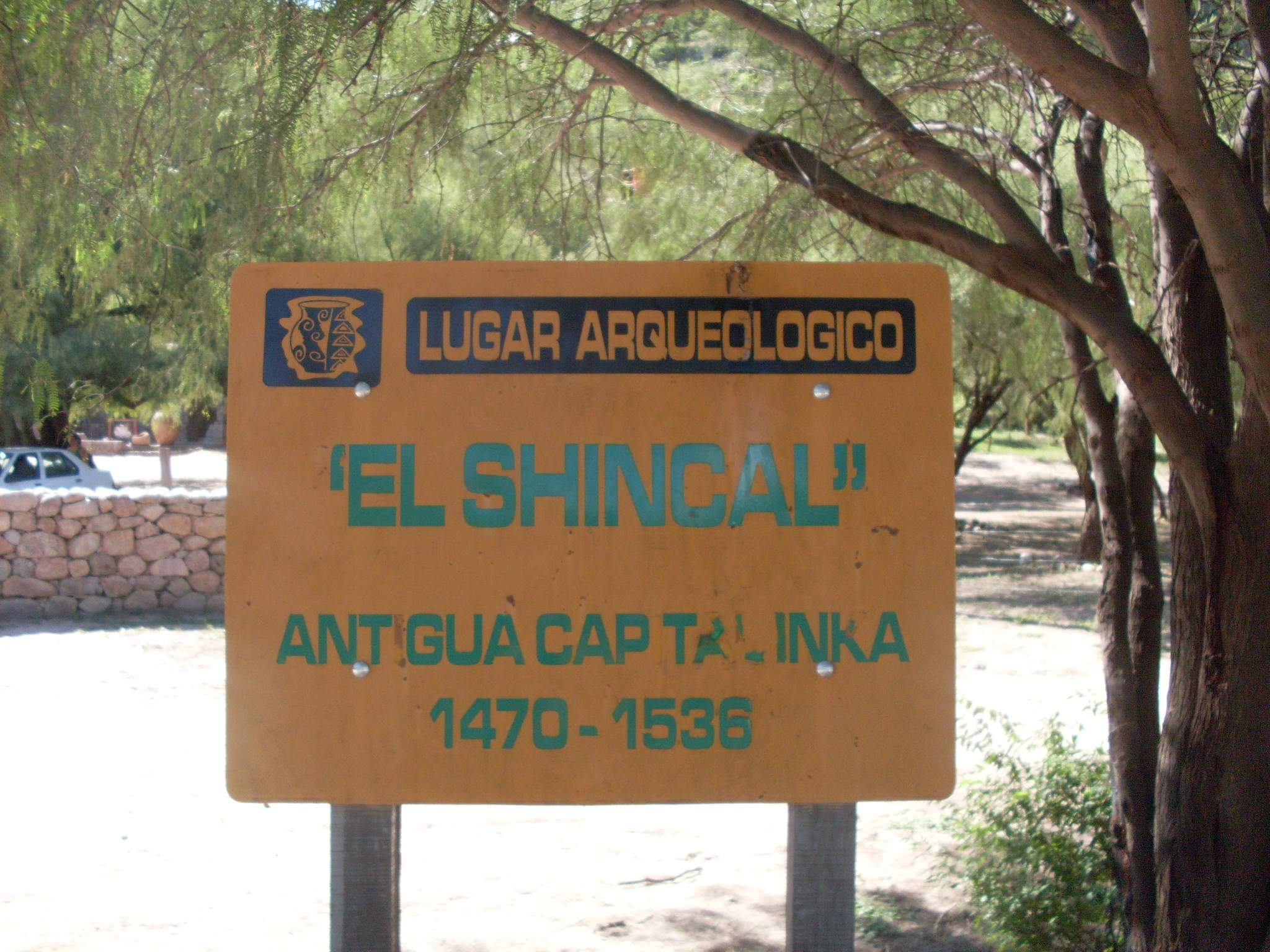
Entrada a las ruinas
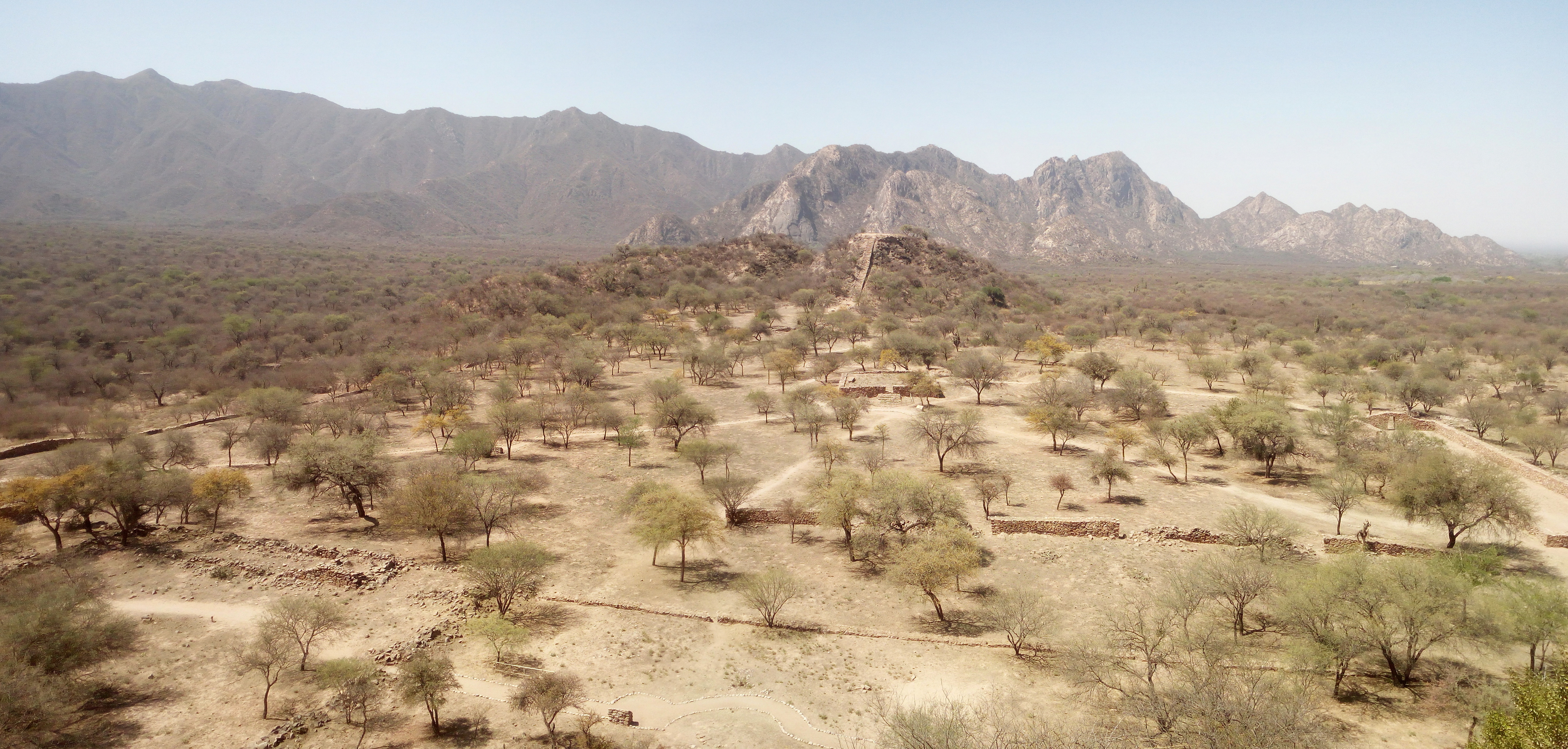
El Shincal de Quimivil desde el Cerro Aterrazado occidental
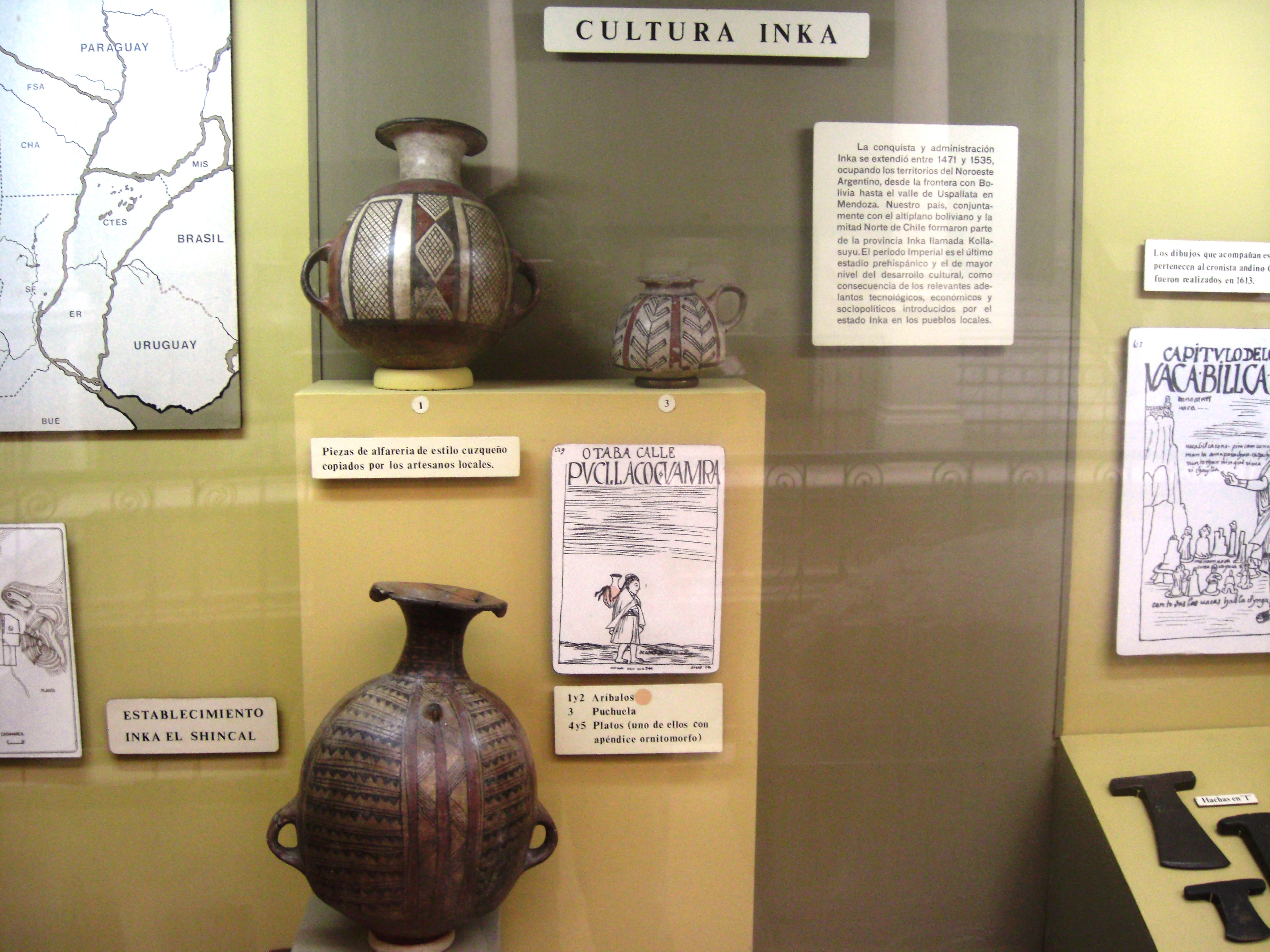
Alfarería de la cultura Inka Shincal
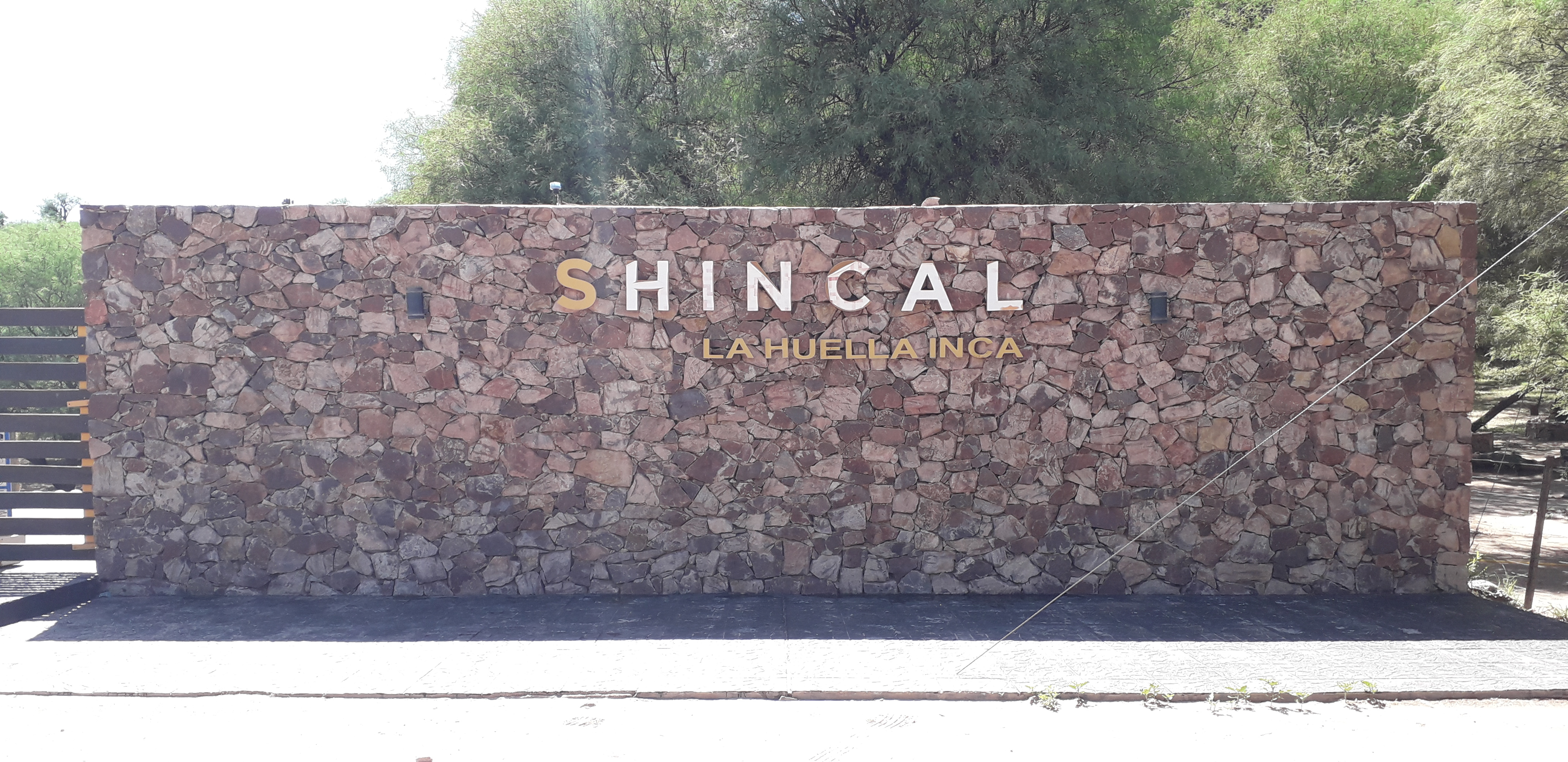
Actual ingresa al Sitio Arqueológico
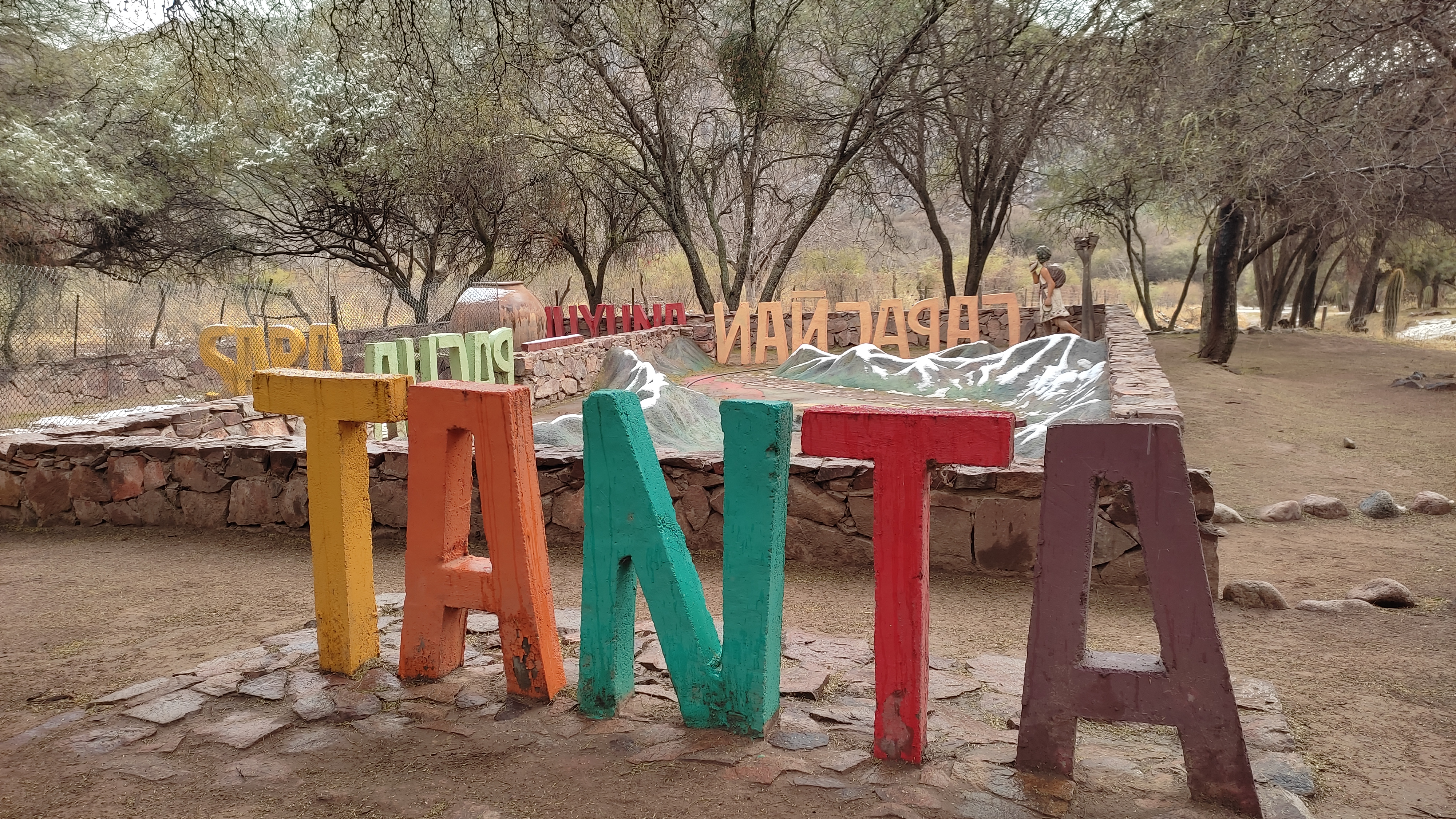
Espacio Tanta, en inmediaciones al ingreso al Sitio